# Racing Club Portuense
El Racing Club Portuense es un club de fútbol español de El Puerto de Santa María, Provincia de Cádiz (Andalucía). Fue fundado el 10 de febrero de 1928. Es el club más antiguo de la ciudad y el más representativo por palmarés, masa social e historia.

## Historia
Fue fundado en febrero de 1928, convirtiéndose así en uno de los conjuntos más antiguos de la región y la primera institución deportiva de la ciudad de El Puerto de Santa María, en la costa atlántica de la provincia de Cádiz.
En la temporada 2004/2005 disputó la liguilla de ascenso a Segunda División.
En la temporada 2005/2006 quedó campeón del grupo X de 3.ª división, volviendo a participar en la liguilla de ascenso a la Segunda división B española. Tras vencer al Arenas de Armilla y al CD Toledo en la eliminatoria de ascenso, consiguió ascender para así participar la temporada 2006/2007 en 2.ª División B en el grupo IV.
En la temporada 2006/2007, en la jornada 37 ganó al Málaga B consiguiendo así matemáticamente el derecho a disputar la liguilla de ascenso a 2.ª División, por primera vez en su historia. Después de ganar al Córdoba en la última jornada quedó 3.º.
Jugó la liguilla de ascenso a la liga BBVA (2.ª div.) y le tocó el Rayo Vallecano, quedando eliminado.
En Copa del Rey logró pasar la 3.ª ronda de clasificación, consiguiendo llegar a 1/16 de final, donde se enfrentó al Valencia CF.
En la temporada 2007/2008 después de un año irregular, consigue salir del pozo y evitar la promoción de descenso en la última jornada.
Lamentablemente, en la siguiente temporada 2008/09 desciende siendo colista a Tercera División
La temporada 2009/10 comenzó con muchas ilusiones para la afición racinguista, aunque marcadas siempre por la precariedad económica. El club se acogió a la ley concursal para poder hacer frente a las deudas y continuar disputando la competición. Comenzó la temporada en el banquillo Francisco Javier Manzano Camacho, que fue destituido tras una campaña irregular, haciéndose cargo del equipo Francisco Javier Zafra en las últimas jornadas, logrando salvar la categoría en la última jornada de liga en el encuentro liguero en el José del Cuvillo ante el Puerto Real CF (1-0).
La temporada 2010/11 comenzó con el fichaje del entrenador Paco Corbeto, viejo conocido de la afición racinguista, como segundo entrenador continuó Francisco Javier Zafra. La parcela física la llevó Alberto Romero Fernández y como novedad se alcanzó un acuerdo con el contrastado fisioterapeuta portuense Álvaro Soto Villarreal para que llevase a cabo la recuperación de la plantilla. La política económica de la entidad siguió siendo la austeridad, promocionando a los jugadores locales y a la cantera.
Al final de temporada a sorpresa de todos el Racing Club Portuense, después de una gran temporada quedó 6.º.
En la temporada 2011/2012, el equipo portuense estuvo dirigido por David Galisteo Moreno y fue presidido por Ignacio Corzo Benítez.
El 15 de agosto de 2013 el club deja de competir oficialmente como consecuencia del proceso de administración concursal en que se hallaba inmerso.
El 11 de agosto de 2017, tras finalizar el proceso de administración concursal, un grupo de aficionados locales anuncia un proyecto para que el Racing Club Portuense vuelva a competir iniciando su nueva andadura en la 3.ª división andaluza.
Al final de la temporada 2018-19 se queda a un punto de subir a Segunda División Andaluza, ascenso que logra semanas después tras las bajas federativas del CD La Salle de Puerto Real y del Atlético Sanluqueño B.
La temporada 2020-21, el Racing consigue la 2.ª posición de su subgrupo y consigue el Ascenso a Primera División Andaluza, junto al San Fernando B., todo ello, gracias al máximo goleador del equipo Corbi, quien logró la friolera de 32 goles en dicha temporada

## Cuerpo Técnico
Cuerpo Técnico temporada 2024/2025:
- Entrenador: Juan José Durán Ayllón.
- 2.º Entrenador: Oliver Sánchez Lobatón.
- Delegado: José Manuel Serrano Rodríguez.

## Trayectoria
| Temporada | Nivel | División | Lugar | Copa del Rey |
| --------- | ----- | -------- | ----- | ------------ |
| 1954/55   | 3     | 3.ª      | 7.º   |              |
| 1955/56   | 3     | 3.ª      | 8.º   |              |
| 1956/57   | 3     | 3.ª      | 10.º  |              |
| 1957/58   | 3     | 3.ª      | 10.º  |              |
| 1958/59   | 3     | 3.ª      | 3.º   |              |
| 1959/60   | 3     | 3.ª      | 3.º   |              |
| 1960/61   | 3     | 3.ª      | 7.º   |              |
| 1961/62   | 3     | 3.ª      | 9.º   |              |
| 1962/63   | 3     | 3.ª      | 4.º   |              |
| 1963/64   | 3     | 3.ª      | 4.º   |              |
| 1964/65   | 3     | 3.ª      | 4.º   |              |
| 1965/66   | 3     | 3.ª      | 6.º   |              |
| 1966/67   | 3     | 3.ª      | 4.º   |              |
| 1967/68   | 3     | 3.ª      | 1.º   |              |
| 1968/69   | 3     | 3.ª      | 14.º  |              |
| 1969/70   | 3     | 3.ª      | 7.º   |              |
| 1970/71   | 3     | 3.ª      | 4.º   |              |

| Temporada | Nivel | División | Lugar | Copa del Rey     |
| --------- | ----- | -------- | ----- | ---------------- |
| 1971/72   | 3     | 3.ª      | 6.º   |                  |
| 1972/73   | 3     | 3.ª      | 4.º   |                  |
| 1973/74   | 3     | 3.ª      | 8.º   |                  |
| 1974/75   | 3     | 3.ª      | 6.º   |                  |
| 1975/76   | 3     | 3.ª      | 12.º  |                  |
| 1976/77   | 3     | 3.ª      | 9.º   |                  |
| 1977/78   | 3     | 2.ª B    | 10.º  | 1.ª Eliminatoria |
| 1978/79   | 3     | 2.ª B    | 15.º  | 1.ª Eliminatoria |
| 1979/80   | 3     | 2.ª B    | 3.º   | 3.ª Ronda        |
| 1980/81   | 3     | 2.ªB     | 12.º  | 2.ª Eliminatoria |
| 1981/82   | 3     | 2.ªB     | 9.º   |                  |
| 1982/83   | 3     | 2.ª B    | 5.º   | 1.ª Eliminatoria |
| 1983/84   | 3     | 2.ª B    | 17.º  |                  |
| 1984/85   | 4     | 3.ª      | 13.º  |                  |
| 1985/86   | 4     | 3.ª      | 11.º  |                  |
| 1986/87   | 4     | 3.ª      | 15.º  |                  |
| 1987/88   | 4     | 3.ª      | 17.º  |                  |

| Temporada | Nivel | División   | Lugar | Copa del Rey     |
| --------- | ----- | ---------- | ----- | ---------------- |
| 1988/89   | 4     | 3.ª        | 11.º  |                  |
| 1989/90   | 4     | 3.ª        | 2.º   |                  |
| 1990/91   | 4     | 3.ª        | 2.º   |                  |
| 1991/92   | 3     | 2.ª B      | 15.º  | 1.ª Eliminatoria |
| 1992/93   | 3     | 2.ª B      | (R)   |                  |
| 1993/94   | 5     | Reg. Pref. | 8.º   |                  |
| 1994/95   | 5     | Reg. Pref. | 5.º   |                  |
| 1995/96   | 5     | Reg. Pref. | —     |                  |
| 1996/97   | 5     | Reg. Pref. | —     |                  |
| 1997/98   | 5     | Reg. Pref. | —     |                  |
| 1998/99   | 4     | 3.ª        | 6.º.  |                  |
| 1999/00   | 4     | 3.ª        | 4.º   |                  |
| 2000/01   | 4     | 3.ª        | 12.º  |                  |
| 2001/02   | 4     | 3.ª        | 16.º  |                  |
| 2002/03   | 5     | 1.ª Anda.  | 1.º   |                  |
| 2003/04   | 4     | 3.ª        | 14.º  |                  |

| Temporada | Nivel | División     | Lugar | Copa del Rey     |
| --------- | ----- | ------------ | ----- | ---------------- |
| 2004/05   | 4     | 3.ª          | 3.º   |                  |
| 2005/06   | 4     | 3.ª          | 1.º   |                  |
| 2006/07   | 3     | 2.ªB         | 3.º   | 1/16 final       |
| 2007/08   | 3     | 2.ªB         | 14.º  | 3.ª Eliminatoria |
| 2008/09   | 3     | 2.ªB         | 20.º  |                  |
| 2009/10   | 4     | 3.ª          | 17.º  |                  |
| 2010/11   | 4     | 3.ª          | 6.º   |                  |
| 2011/12   | 4     | 3.ª          | 16.º  |                  |
| 2012/13   | 4     | 3.ª          | 10.º  |                  |
| 2013–2017 |       | NP           | —     |                  |
| 2017/18   | 8     | 3.ª Andaluza | 5.º   |                  |
| 2018/19   | 8     | 3.ª Andaluza | 4.º   |                  |
| 2019/20   | 7     | 2.ª Andaluza | 8.º   |                  |
| 2020/21   | 7     | 2.ª Andaluza | 2.º   |                  |
| 2021/22   | 6     | 1.ª Andaluza | 1.º   |                  |
| 2022/23   | 6     | 1.ª Andaluza | 6.º   |                  |
| 2023/24   | 6     | 1.ª Andaluza | 7.º   |                  |

|}

## Trofeos amistosos
- Trofeo Ciudad del Puerto: (10) 1974, 1985, 1993, 1995, 1998, 1999, 2000, 2003, 2008 y 2010.
- Trofeo Cervantes: (1) 1970